# Darmklemme
Eine Darmklemme ist ein chirurgisches Instrument, das vor allem bei Darmresektionen und bei Darmeröffnungen eingesetzt wird. Ihre Backen sind meistens federnd konstruiert, so dass die Klemme die Darmwand kaum traumatisiert und dennoch den Darm soweit abdichtet, dass es nicht zum Austritt von Darminhalt kommt. Bautypen sind die Darmklemme nach Doyen, nach Hartmann und nach Kocher.